# Christopher Grant Champlin
Christopher Grant Champlin (ur. 12 kwietnia 1768 roku w Newport, Rhode Island – zm. 18 marca 1840 roku w Newport, Rhode Island) – amerykański kupiec i polityk związany z Partią Federalistyczną.

## Życiorys
W latach 1797–1801 podczas piątej i szóstej kadencji Kongresu Stanów Zjednoczonych był przedstawicielem stanu Rhode Island w Izbie Reprezentantów Stanów Zjednoczonych.
W latach 1809–1811 reprezentował stan Rhode Island w Senacie Stanów Zjednoczonych.